# Els dotze del patíbul: Missió fatal
Els dotze del patíbul: Missió fatal (títol original: The Dirty Dozen: The Fatal Mission) és un telefilm estatunidenco-italo-iugoslau dirigit per Lee H. Katzin difós l'any 1988. El film continua el fil argumental d'Els dotze del patíbul: Missió mortal, amb Telly Savalas i Ernest Borgnine. La pel·lícula és una de les diverses seqüeles que van seguir la popular Els dotze del patíbul (Robert Aldrich, 1967), amb Lee Marvin, Charles Bronson, John Cassavetes, Jim Brown, Telly Savalas, Donald Sutherland, Ernest Borgnine i Richard Jaeckel. Com també ho fou Els dotze del patíbul: Una altra missió (telefilm dirigit per Andrew V. McLaglen difós l'any 1985), de nou amb les interpretacions de Lee Marvin i Ernest Borgnine.

## Argument
Al final de la Segona Guerra Mundial, Hitler envia caps militars, tant polítics com científics, a Turquia amb la finalitat d'establir-hi un quart Reich. Per a fer el viatge, aquests alts responsables embarquen a bord de l'Orient Exprés. El major Wright i els seus dotze del patíbul són enviats per atacar el comboi sense dubtar que està protegit per una horda de les SS…

## Repartiment
Si Heather Thomas i Alex Cord van repetir amb els seus papers respectius, hi ha tanmateix d'altres personatges que canvien d'intèrprets. El sergent Holt és interpretat aquí per Jeff Conaway en lloc de Vince Edwards. Pel paper de Joe Stern, Gary Graham va cedir el seu lloc a Hunt Block.
- Telly Savalas: el major Wright
- Ernest Borgnine Borgnine: el general Sam Worden
- Hunt Block: Joe Stern
- Matthew Burton: el general Kurt Richter
- Jeff Conaway: el sergent Holt
- Alex Cord: Dravko Demchuk
- Erik Estrada: Carmine De Agostino
- Ernie Hudson: Joe Hamilton
- James Carroll Jordan: Lonnie Wilson
- Ray Mancini: Tom Ricketts
- John Matuszak: Fred Collins
- Natalia Nogulich: Yelena Petrovic
- Heather Thomas: el tinent Carol Campbell
- Anthony Valentine: el coronel britànic
- Richard Yniguez: Roberto Echevarria (1 dels 12)
- Branko Blace: Munoz (1 dels 12)
- Derek Scott Hoxby: Hoffman (1 dels 12)